# Морис Винсент Вилкис
Морис Винсент Вилкис (енгл. Maurice Vincent Wilkes; Дадли, 26. јун 1913 — Кембриџ, 29. новембар 2010) је био британски научник који се бавио рачунарством. Преминуо је 29. новембра 2010.